# Cordovilla (Salamanca)
Cordovilla es un municipio y localidad española de la provincia de Salamanca, en la comunidad autónoma de Castilla y León. Se integra dentro de la comarca de Las Villas. Pertenece al partido judicial de Peñaranda y a la Mancomunidad Zona de Cantalapiedra y Las Villas.
Su término municipal está formado por las localidades de Cordovilla y Quinta Florentina, ocupa una superficie total de 15,84 km² y según los datos demográficos recogidos en el padrón municipal elaborado por el INE en el año 2017, cuenta con una población de 134 habitantes.

## Geografía
Se sitúa al noreste de la provincia de Salamanca, en plena submeseta norte. En esta inmensa llanura de clima Mediterráneo-Continentalizado, las lluvias son escasas la mayor parte del año, concentrándose estas en los meses de primavera y otoño (abril-mayo) y (septiembre-octubre). Las temperaturas, son muy frías durante el invierno, con frecuentes heladas y días de densa niebla, llegando a los -10 °C en las noches más frías, y subiendo el termómetro hasta los 5° con suerte durante el día. Los veranos son cortos pero calurosos, con grandes variaciones térmicas, llegando a los 40 °C en julio y agosto al mediodía, y cayendo durante a la noche a los 15/18 °C de media.

## Historia

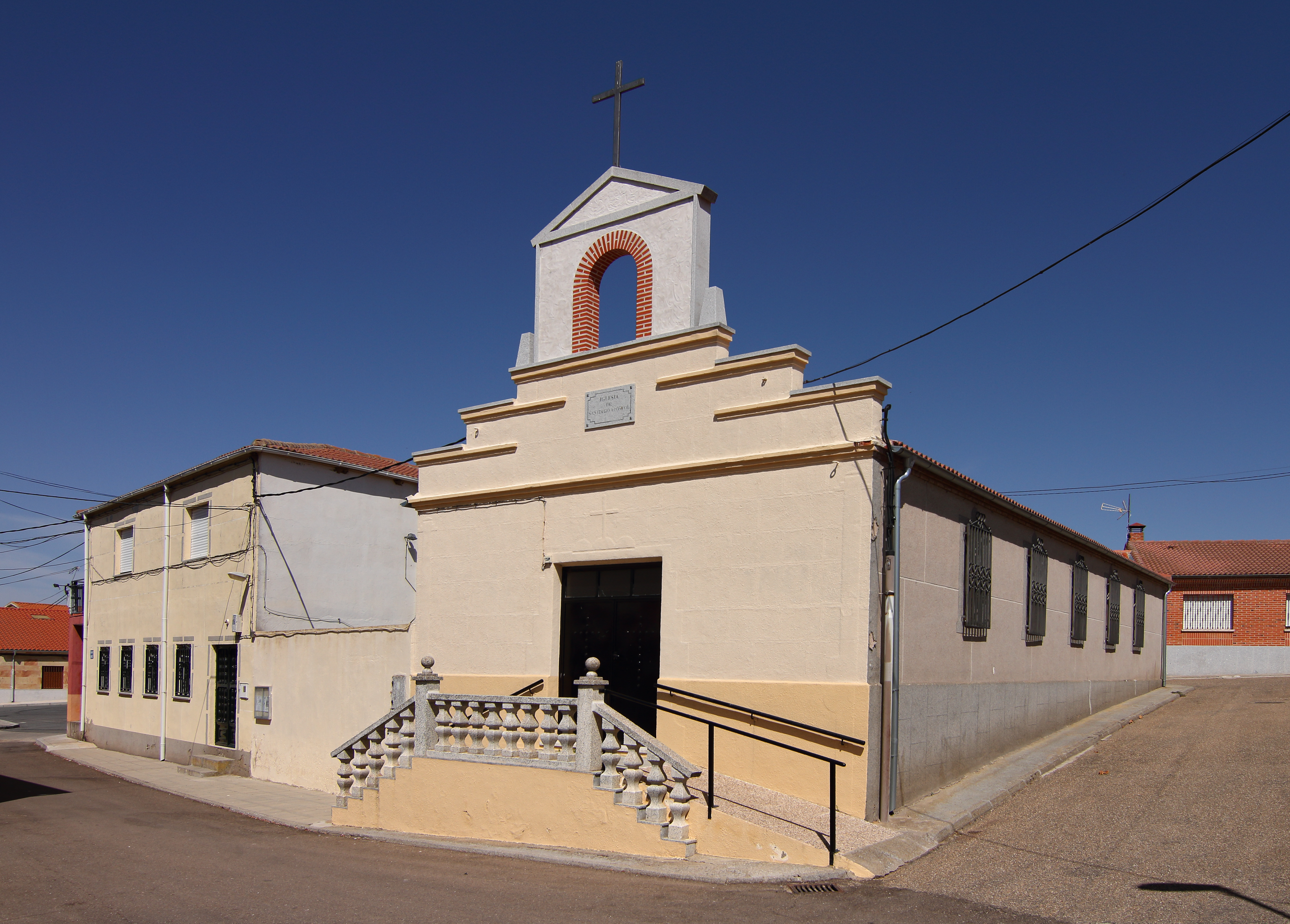
Iglesia de Santiago

Su fundación se remonta al reinado de Ramiro II de León, que reconqusitó y repobló la localidad en el siglo X. En el siglo XIII Cordovilla estaba integrada en el cuarto de Villoria de la jurisdicción de Salamanca, dentro del Reino de León, denominándose entonces Cordoviella. Con la creación de las actuales provincias en 1833, Cordovilla quedó encuadrada en la provincia de Salamanca, dentro de la Región Leonesa.

## Servicios
En esta población, se carecen de servicios básicos. No hay tiendas, bancos, línea regular de autobús, por lo que sus vecinos, dependen de la venta ambulante para poder hacerse con la gran mayoría de bienes básicos, tales como pan, aceite, leche, etc.
El acceso a la educación de los más pequeños, es posible gracias a un autobús escolar, que cada día transporta a los que están en edad de formarse y aprender, al vecino  municipio de Babilafuente, a solo 3 km, donde pueden cursar educación primaria, secundaria y Bachiller. Para el acceso a la sanidad, un médico se desplaza hasta este pueblo un par de veces por semana, pero para urgencias, se ha de acudir hasta el ambulatorio del cercano pueblo de Villoria, a 5 km, eso si, por una carretera poco transitable, y para quienes no disponen de como ir, pueden avisar al centro, y si las circunstancias lo permiten, el equipo médico acude desde este centro a su domicilio para poder atender al paciente.

## Geografía humana

### Demografía
Cuenta con una población de 108 habitantes (INE 2024).

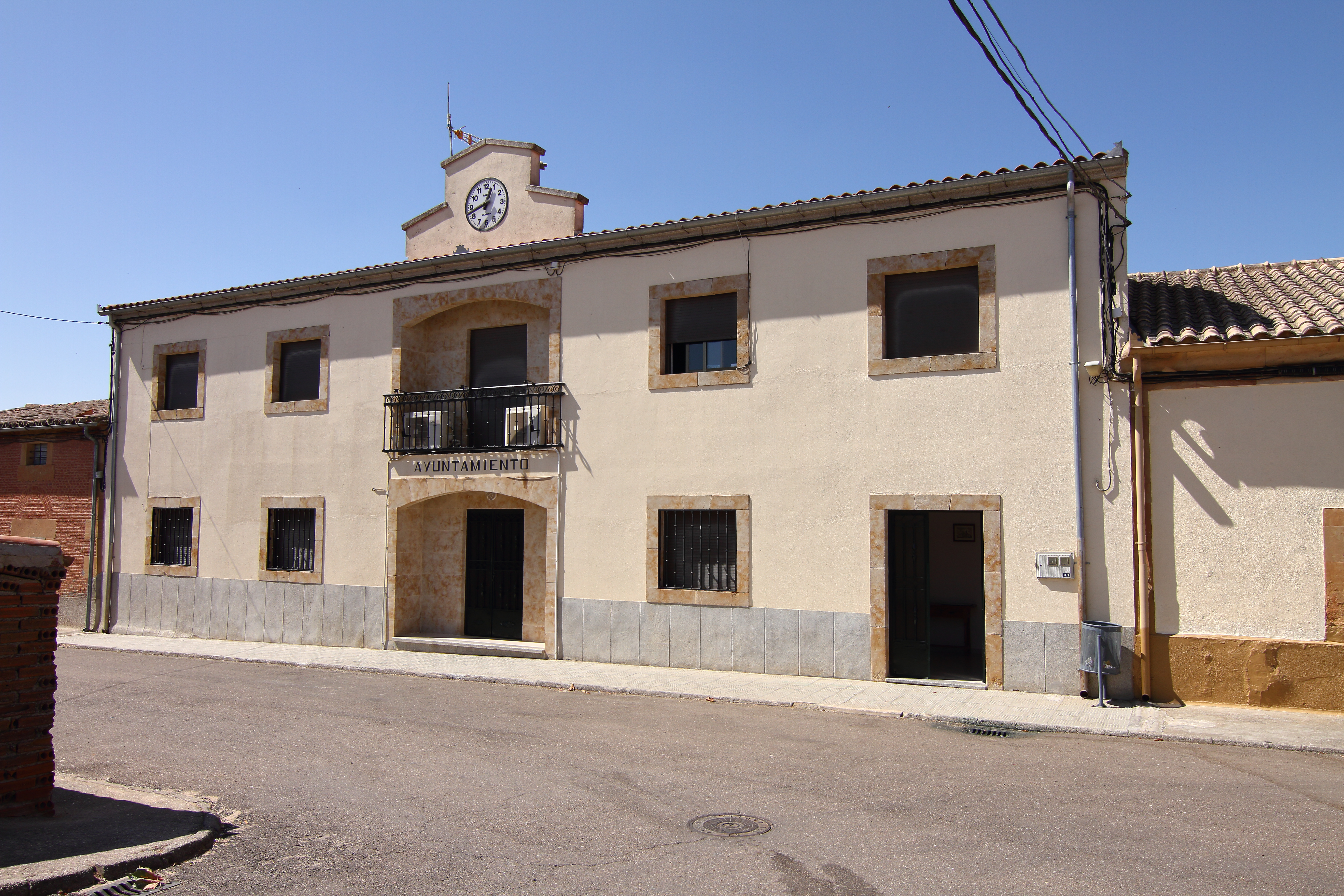
Casa consistorial

| Gráfica de evolución demográfica de Cordovilla entre 1842 y 2021 |
| |
| Población de derecho según los censos de población del INE Población de hecho según los censos de población del INEEn estos censos se denominaba Cordobilla: 1842, 1857 y 1860 |

### Núcleos de población
El municipio se divide en dos núcleos de población, si bien solo está poblado Cordovilla:
| Núcleo de población | Población |
| ------------------- | --------- |
| Cordovilla          | 118       |
| Quinta Florentina   | 0         |

### Economía
La economía de este pequeño pueblo, se basa mayoritariamente en al agricultura, principalmente los cereales (maíz y trigo principalmente) y tubérculos como la patata y la remolacha. Esta agricultura de minifundios, es rentable en parte a las ayudas europeas. Estas ayudas, no solo subvencionan a la agricultura, también se reciben fondos para el mantenimiento y el desarrollo de la instalaciones locales.
En Cordovilla, tiene sede la empresa SECACOR S.L.U., que se dedica a la compraventa de cereal, y abonos, interactuando muy de cerca, con la población, no solo del municipio, si no de toda la comarca.
La ganadería, es residual, y otros sectores, como la construcción, la industria el turismo, no suelen emplear a nadie, más que de forma puntual.
Así, el gráfico de población, muestra un fuerte descenso de la misma en los años 60, donde, con la llegada de la maquinaria y la industrialización, se redujo considerablemente la mano de obra en la agricultura, viéndose muchos de sus habitantes obligados a emigrar. Madrid y País Vasco mayoritariamente fue el destino de estos emigrantes, aunque Cataluña y la Comunidad Valenciana, también fue un destino generalizado para quienes partían sin cruzar ninguna frontera.
Otros, decidieron salir al extranjero, para estos, Francia y Suiza, fueron los lugares que mayor número de cordovillenses recibieron, aunque Alemania y Bélgica, también fueron hogar de estos hombres, mujeres y niños.

## Cultura

### Fiestas patronales
Existen dos fechas a lo largo del calendario, donde Cordovilla se viste de gala.
La primera, conocida como "las fiestas chicas" se celebra el día 15 de mayo, festividad de San Isidro Labrador, con poca repercusión fuera del pueblo, y que se celebra, con una misa para los católicos, y un posterior vino y aperitivo a cargo de los agricultores para todo el que quiera asistir.
Ya entrado el verano, los habitantes de este municipio, celebran la festividad de Santiago apóstol, patrón de la población y de su iglesia de principios de 1970.
típico y exclusivo de la madrugada del 24 al 25 de julio es "LA RONDA", donde los jóvenes del pueblo, puntuales a las 07:00, parten de las peñas a una Alameda de chopos a unos 300m del pueblo, donde suben a los árboles, y tras coger prestado el remolque de algún vecino, lo cargan de ramas y, recorren cada calle del pueblo, parando en cada ventana donde sepan que duerme alguna chica soltera, y mientras cantan "Clavelitos, clavelitos de mi corazón" le dejan una o varias de esas ramas en su ventana. Ellas, agradecidas, les obsequian con embutidos, vino, pastas, que una vez finalizada la ronda, los jóvenes, comerán como desayuno. Así, durante todo el día 25, el pueblo luce decorado con grandes ramas de chopo verdes al paso de la procesión del apóstol.
Estas fiestas, de gran repercusión en toda la comarca, sorprenden a propios y extraños, dado lo pequeño que es el pueblo, y la gran aceptación que tienen estas fiestas, acudiendo a ellas gente, no solo de la comarca, si no de muchos puntos de la provincia. En las noches del 24 y el 25 de julio, la población de Cordovilla, puede pasar de los 120 habitantes censados, a las 4000 personas que acuden a disfrutar de las fiestas patronales.
Se ha convertido ya en tradición, que el día 26, a las 14:00 horas, todo el pueblo se reúne al lado de las instalaciones deportivas, o como dicen los lugareños (en el frontón de pelota) para degustar paella y sangría, cortesía, del ayuntamiento, donde todo el pueblo contribuye a su elaboración, e invitan a degustarla a quienes ese día, deciden pasar la tarde con los habitantes del municipio.

## Administración y política
| Partido político                         | 2019  | 2019  | 2019       | 2015  | 2015  | 2015       | 2011  | 2011  | 2011       | 2007  | 2007  | 2007       | 2003  | 2003  | 2003       |
| Partido político                         | %     | Votos | Concejales | %     | Votos | Concejales | %     | Votos | Concejales | %     | Votos | Concejales | %     | Votos | Concejales |
| Partido Popular (PP)                     | 57,33 | 43    | 5          | 70,93 | 61    | 5          | 56,84 | 54    | 5          | 61,05 | 58    | 5          | 55,56 | 60    | 4          |
| Partido Socialista Obrero Español (PSOE) | 5,33  | 4     | 0          | 10,47 | 9     | 0          | 4,21  | 4     | 0          | 23,16 | 22    | 0          | 49,07 | 53    | 1          |